# Despotizam
Despotizam (od grč. δεσπότης: gospodar, vladar) je način vladanja državom (usporedi despociju, koja je politički sustav). U njemu jedna osoba samovoljno sprovodi vlast bez ikakvih ograničenja. Vladajući pojedinac (despot) samostalno sprovodi svoju samovolju, nikome ne odgovara za svoje postupke. U povijesti je bio u primjeni na starom Istoku. U suvremeno doba despotizmom se označuje svaka samovoljna nasilnička vlast.